# Elysia furvacauda
Elysia furvacauda is een slakkensoort uit de familie van de Plakobranchidae. De wetenschappelijke naam van de soort is voor het eerst geldig gepubliceerd in 1958 door Burn.